# Василий Эмесский
Васи́лий (Bασίλειος; IX век) — христианский писатель, агиограф, епископ Эмесский.
Василий — племянник Феодора, епископа Эдесского, написал  его биографию — «Житие иже во святых отца нашего Феодора, епископа  Эдесского». Житие содержит сведения относительно положения христиан под властью мусульман, оно стало важным источником по истории Церкви IX века. Житие издано И. В. Помяловским в 1892 году. По мнению Д. Е. Афиногенова, Василий является также автором «Соборного Послания трех восточных Патриархов императору Феофилу».

## Славянские рукописи Жития Феодора Едесского
- XIV в.
- конец XIV - начало XV в.в
- 1444 г.